# Kapselfrucht

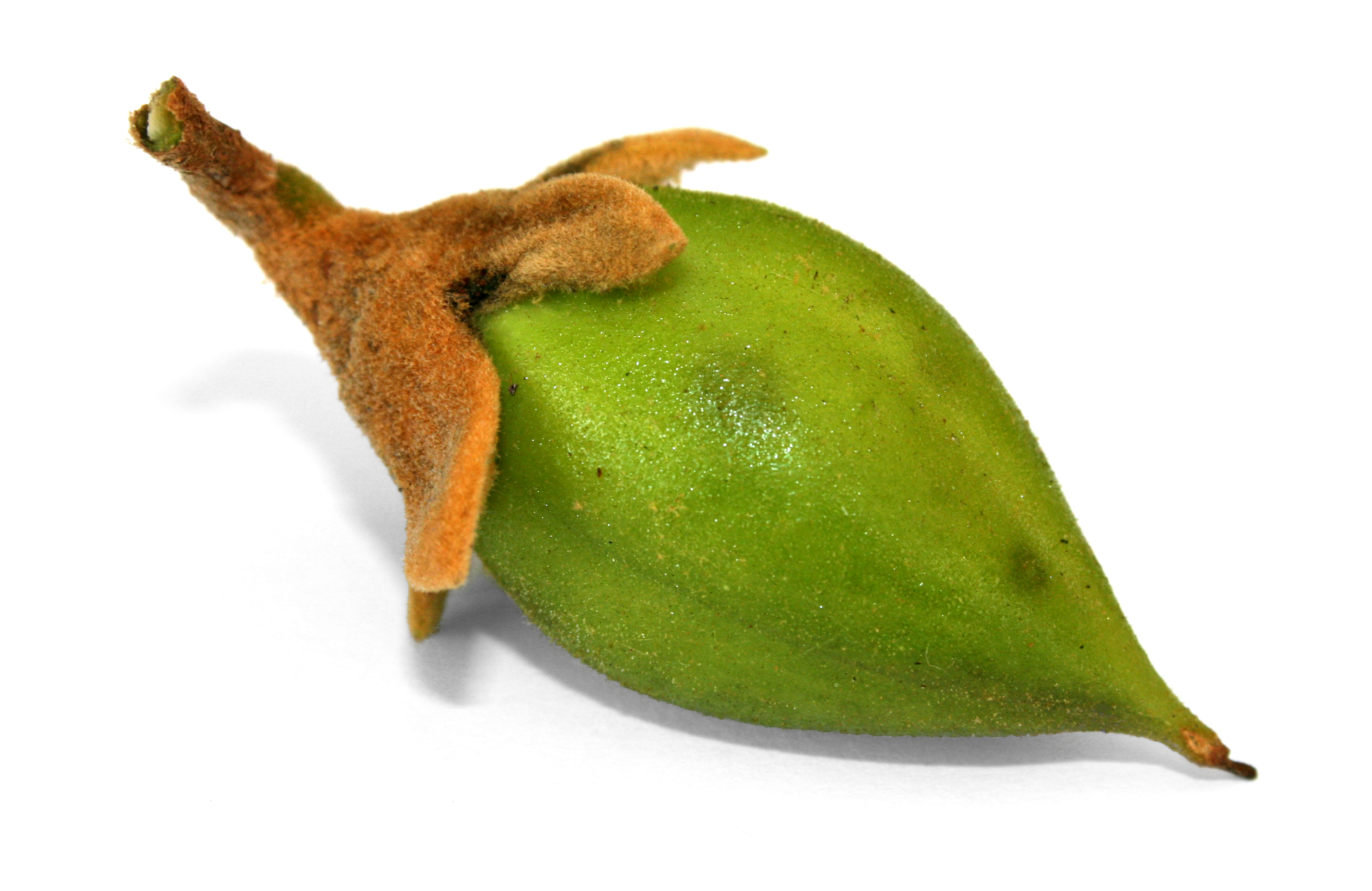
Ungeöffnete, lokulizide Kapselfrucht der Paulownia

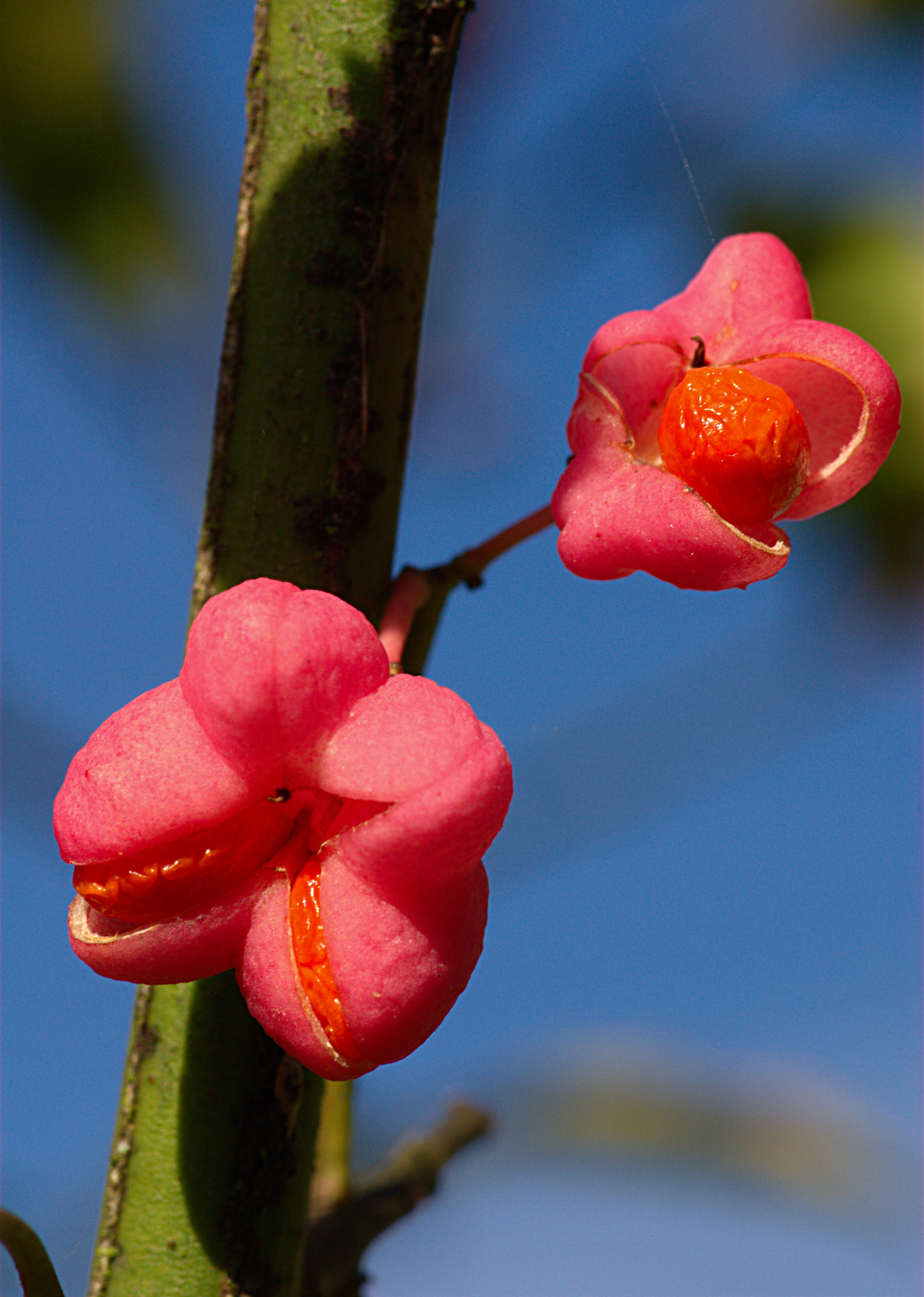
Fleischige Kapselfrucht, Saftkapsel von Euonymus europaeus

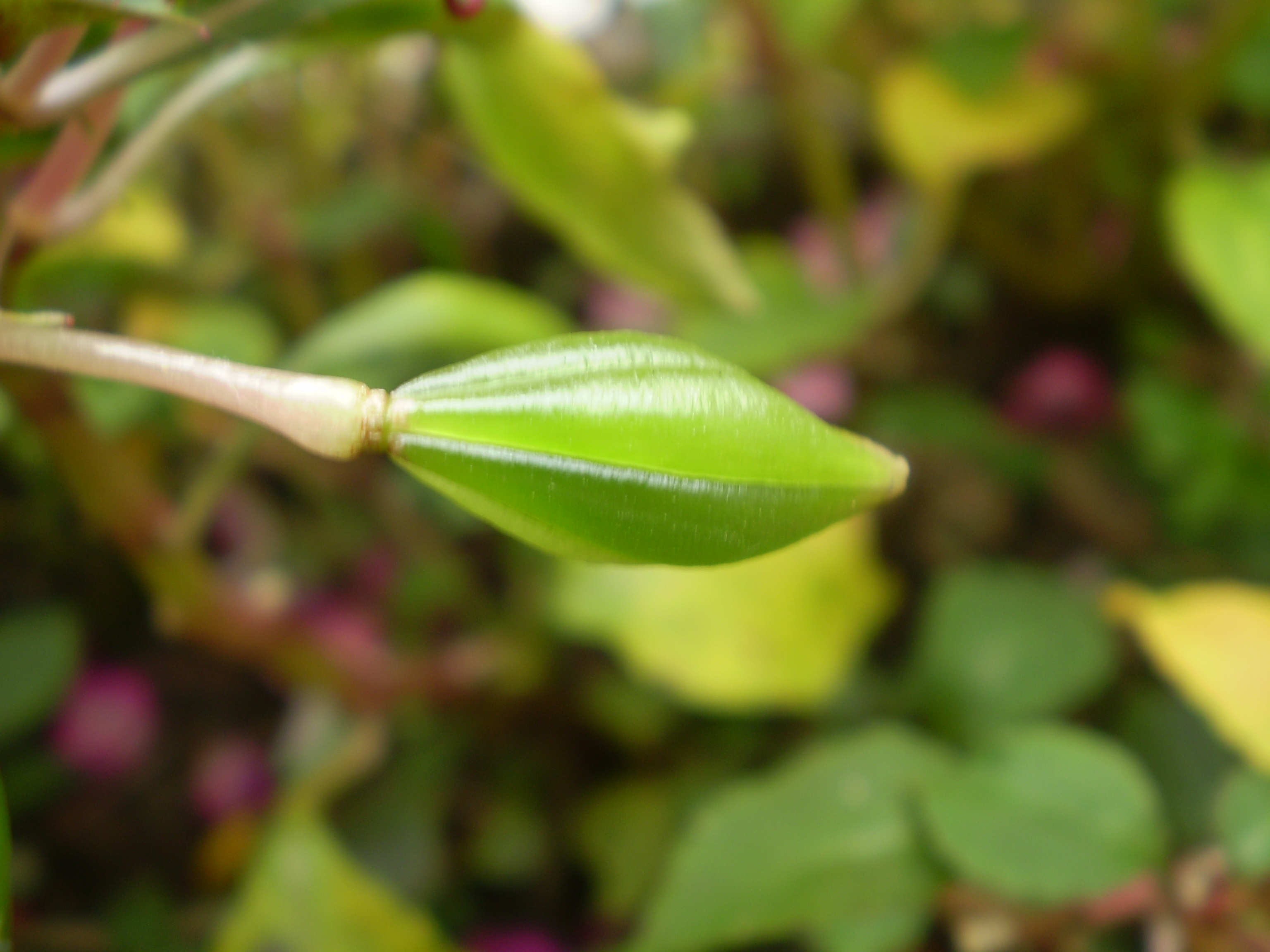
Saftkapsel von Impatiens walleriana

Als Kapselfrüchte bezeichnet man in der Botanik einen Fruchttyp mit einem Fruchtknoten aus mehreren verwachsenen Fruchtblättern (Karpelle). Es können mehr oder weniger gekammerte und ungekammerte Fruchtknoten vorkommen. Kapselfrüchte gehören zu den Streufrüchten, die sich öffnen (Dehiszenz) und so die Samen freisetzen.
Die Öffnungsstellen oder -linien (Dehiszenzstellen oder -linien) sind im Fruchtknoten vorgebildet. Sie öffnen sich über die Verholzung oder Eintrocknung des Perikarps. Dabei schrumpfen die entstehenden Klappen (Valven) und erweitern den sich in der Narbenregion bildenden Spalt laufend, auch eine Krümmung der Klappen nach außen ist dadurch möglich. Die Columella verhindert manchmal ein völliges Zerfallen der Frucht, da sich die dort verwachsenen Scheidewände (Septen) nicht trennen.
Folglich gehören Kapselfrüchte meistens zu den Trockenfrüchten. Fleischige Kapselfrüchte treten vor allem in den Tropen auf, Beispiele der europäischen Flora sind die Springkräuter oder die Spindelsträucher und Aesculus. In Abgrenzung zu den üblichen trockenen Formen werden sie als Saftkapsel bezeichnet. Kapselfrüchte kommen in fast allen Pflanzenfamilien vor, sie fehlen jedoch etwa bei den Rosengewächsen und den Korbblütlern.
Die Valven, Klappen der Kapsel- und anderen Streufrüchte sind nicht zu verwechseln mit denen bei der Pflanzengattung Ampfer (→ Valven), die drei inneren Perigonblätter bilden hier Flügel, welche die Frucht einhüllen. Auch bei Staubbeuteln, die sich durch Klappen öffnen, spricht man von Valven.

## Einteilung der Kapselfrüchte
Die Benennung und weitere Unterteilung der Kapselfrüchte erfolgt über die Art der Öffnung.

## Porenkapsel und abgeleitete Formen

### Porenkapsel
Porenkapseln, Lochkapseln oder porizide Kapselfrüchte (poricidal bzw. inoperculate oder poricidal-operculate; Poren mit einer Klappe, Deckel – Operculum) sind nur in wenigen Gattungen zu finden, typisch sind sie vor allem für Löwenmäuler oder Glockenblumen, bekanntestes Beispiel ist der Mohn. Die Valven lösen sich dabei nur sehr begrenzt nach unten ab, folglich ergeben sich keine vollständigen Dehiszenzlinien, sondern pro Fruchtblatt genau eine scharf umrissene Öffnung in der Kapselwand, durch die Samen entlassen werden. Durch die Reste der Plazenta und der Karpellränder bleiben die Poren seitlich voneinander getrennt. Die Poren sind in einer Kreislinie um die Kapsel angeordnet.

### Rahmenkapsel
Bei der pentameren Frucht der Stachelmohnarten ist ein Übergang zum Fruchttyp Schote erkennbar. Lösen sich die Valven anfänglich nur wenig vom reifen Fruchtknoten ab, erinnert die Frucht an eine Porenkapsel aus fünf Fruchtblättern mit entsprechenden fünf Poren. Lösen sie sich mit zunehmender Fruchtreife weiter ab, so bleibt im distalen Bereich ein gerüstartiger Rahmen (Replum) zurück, man spricht daher von einer eher seltenen Rahmenkapsel. Sie kommt aber auch bei anderen Arten vor wie z. B. bei Aristolochia oder Chelidonium.

### Schote
Die Schote der Kreuzblütler gilt zwar als eigenständiger Fruchttyp, ist aber eine Sonderform der Kapselfrucht. Reduziert man die Rahmenkapsel auf zwei Fruchtblätter, so erhält man eine Schote. Ein Replum aus den vereinigten Karpellrändern und ihren Plazenten verbleibt hier, da sich die Valven vollständig ablösen. Eine falsche Scheidewand ist im Rahmen aufgespannt. Diese Fruchtform wird auch eher selten als Fensterkapsel bezeichnet.

## Deckelkapsel
Eine Deckelkapsel, auch Pyxidium genannt, öffnet sich durch einen Deckel (Operculum, operculate) rundum (circumsessile, pyxidial), der die Samenkammern der Kapselfrucht bedeckt. Deckelkapseln kommen in mindestens 17 Pflanzenfamilien vor, unter anderem den Fuchsschwanzgewächse (Amaranthaceae), Berberitzengewächse (Berberidaceae), Kürbisgewächse (Cucurbitaceae), Topffruchtbaumgewächse (Lecythidaceae), Myrtengewächse (Myrtaceae), Wegerichgewächse (Plantaginaceae) und der Nachtschattengewächse (Solanaceae). Durch eine zusätzliche Zäsur wird bei der fleischfressenden Art Genlisea hispidula noch ein Perikarpring abgeschieden, weiterhin kann die Dehiszenzlinie schraubig verlaufen.

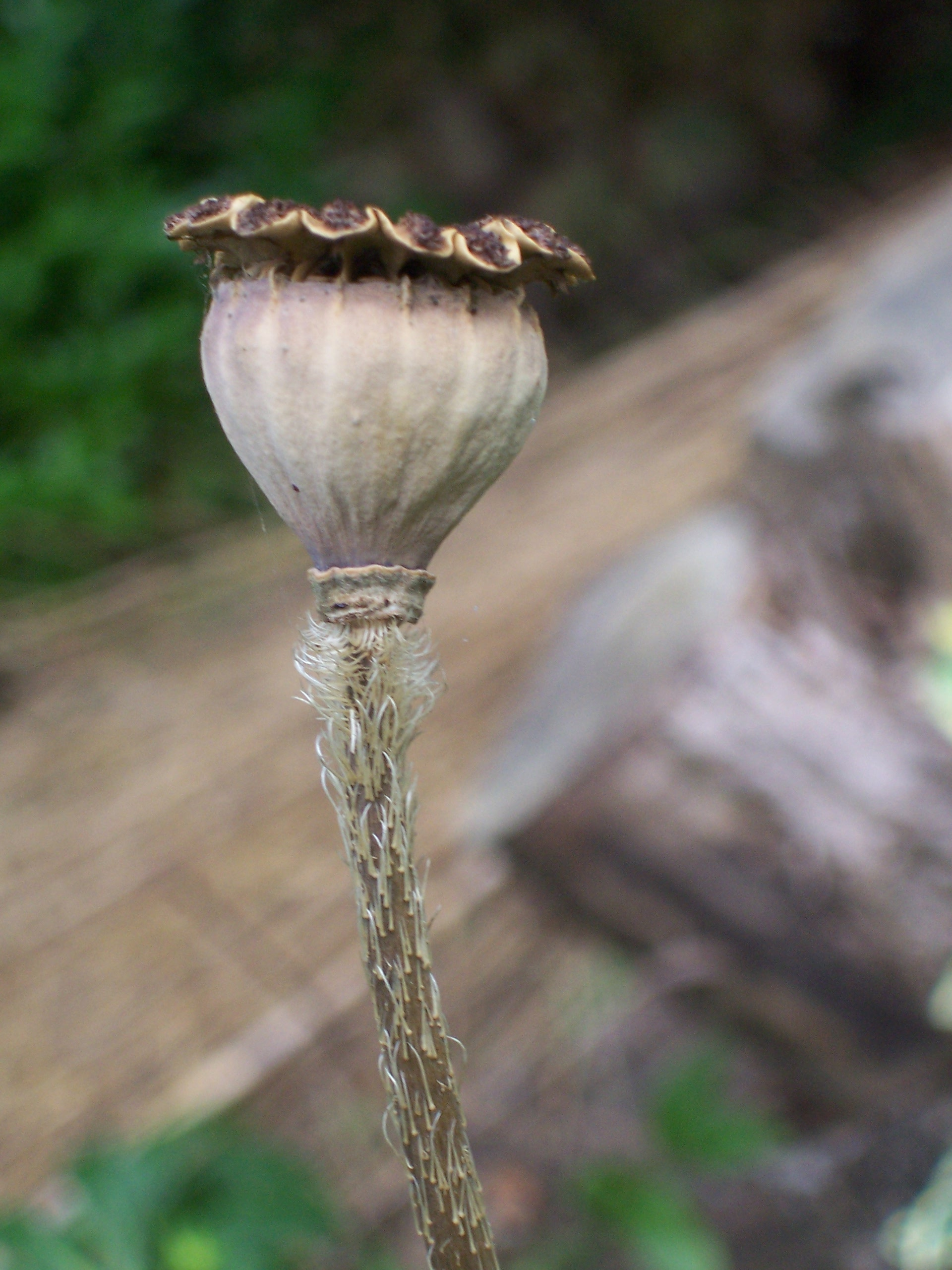
Porizid-operculate Porenkapsel einer Mohnpflanze
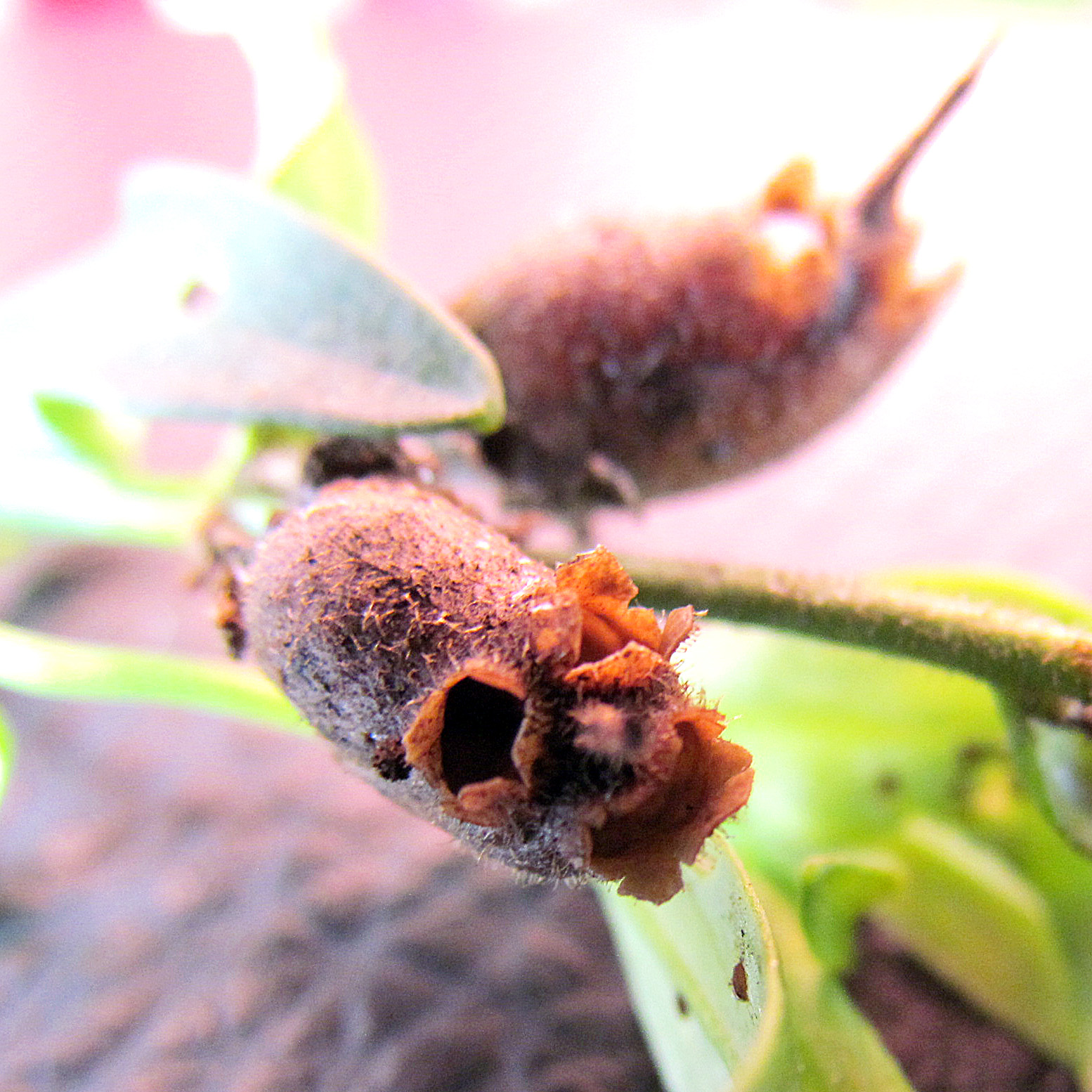
Porizide Kapselfrucht von  Antirrhinum majus
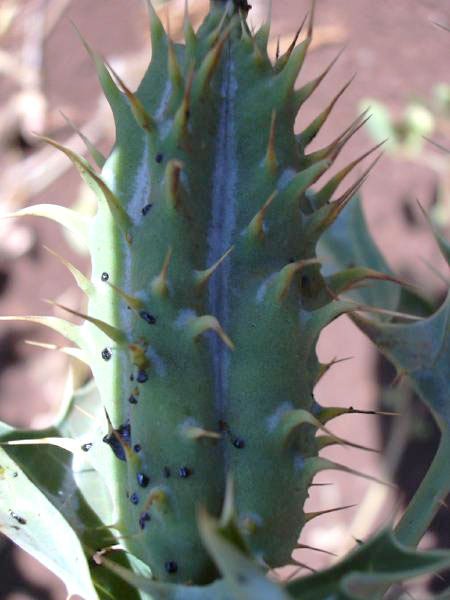
Unreife, stachlige Rahmenkapsel des Mexikanischen Stachelmohns. Die bläulichen Linien deuten den verbleibenden Rahmen an
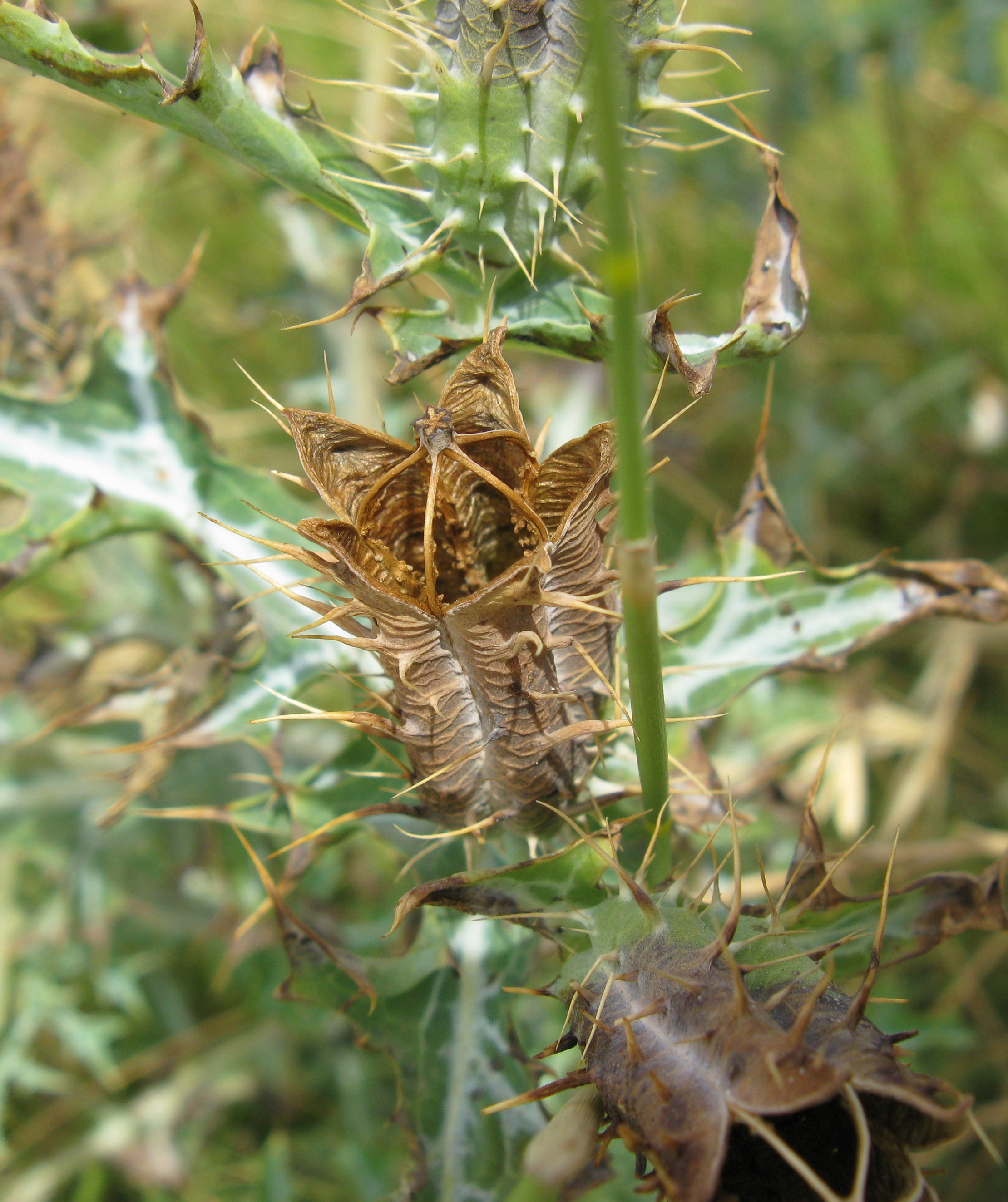
Rahmenkapsel von Argemone ochroleuca
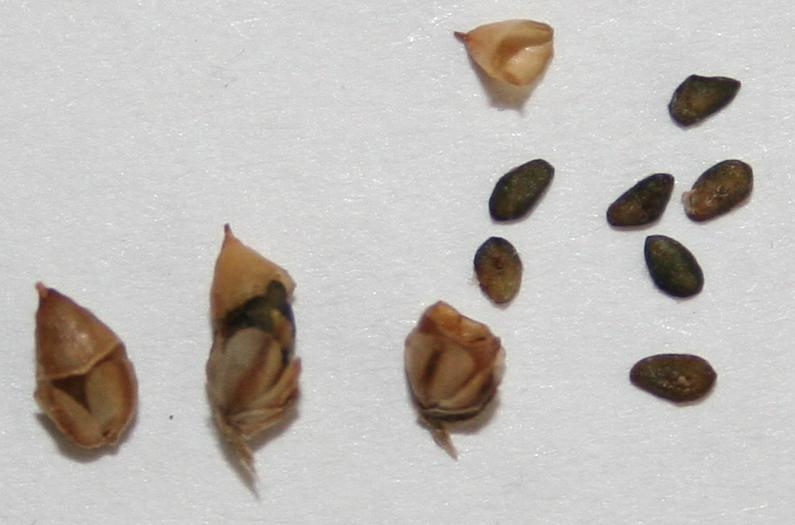
Deckelkapseln und Samen des Breitwegerich
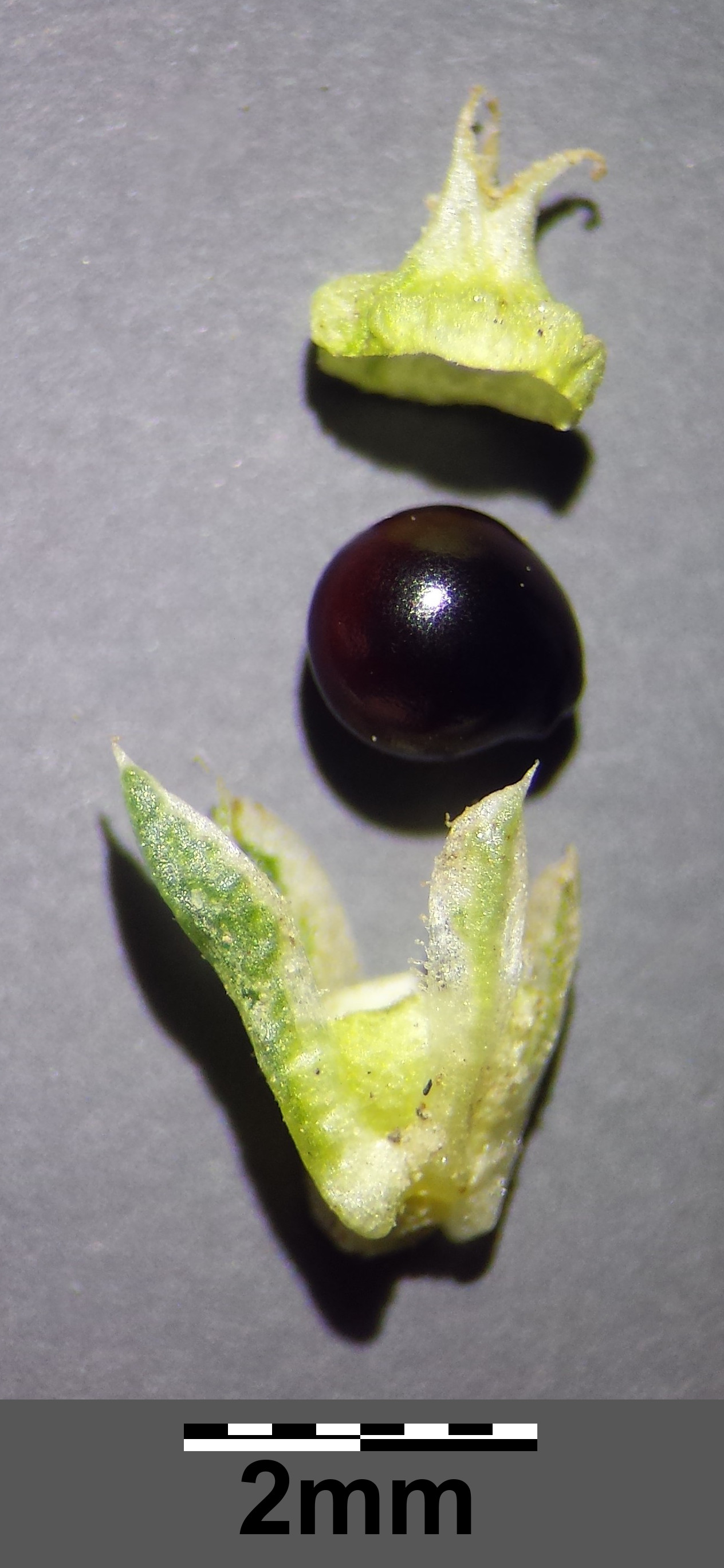
Deckelkapsel von Amaranthus blitoides
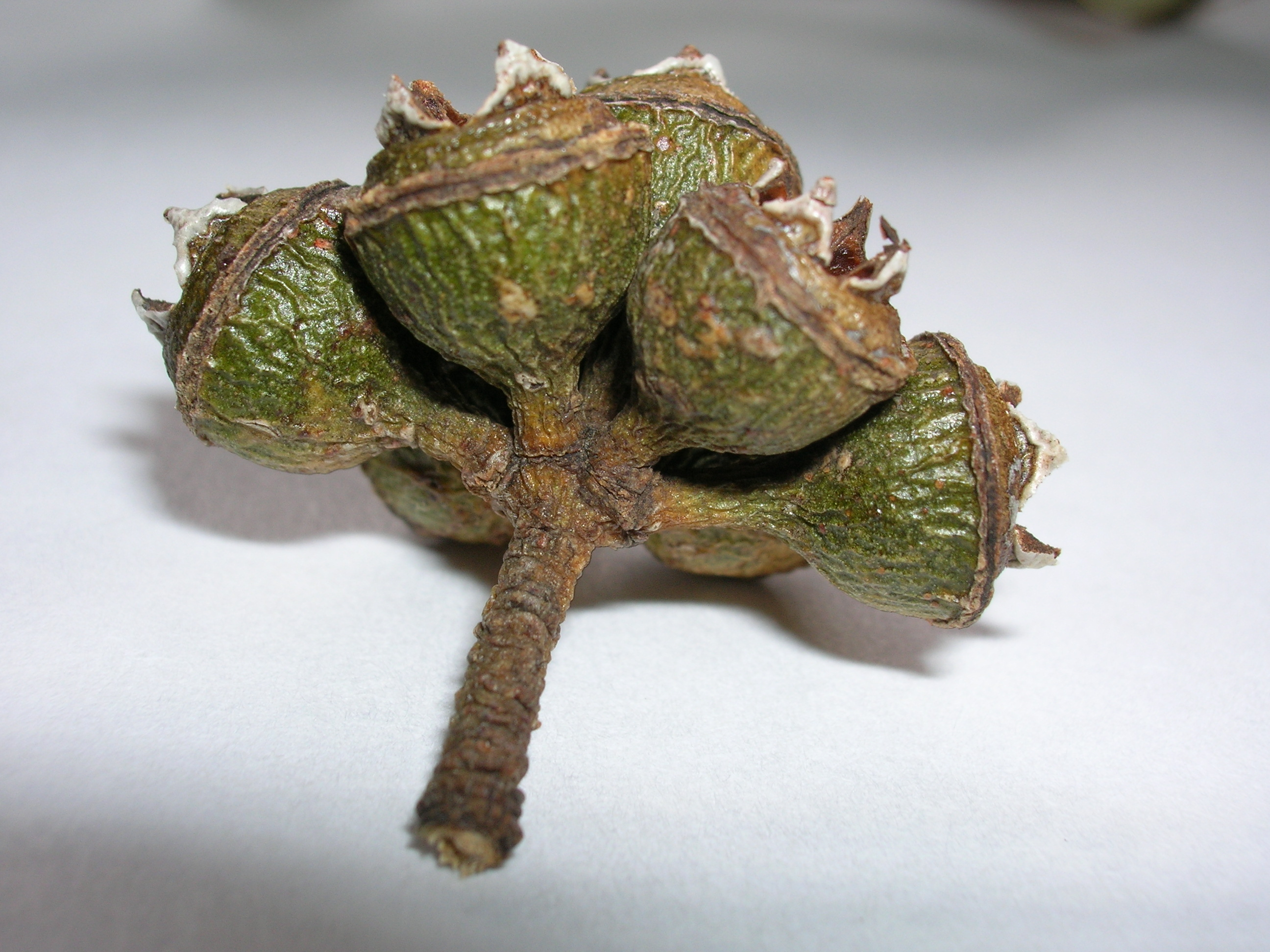
Deckel- oder Zähnchenkapseln von Eucalyptus tereticornis

## Spaltkapsel
Spaltkapseln sind die häufigste Form der Kapselfrucht. Die Kapsel öffnet sich durch Längsrisse (Dehiszenzlinien), um die Samen zu entlassen. Häufig öffnet sich die Kapselfrucht über die gesamte Länge der Fruchtwand. Die verschiedenen Öffnungsmöglichkeiten treten auch in Kombination auf. Da die Frucht nicht vollständig zerfällt, darf sie nicht als Spaltfrucht bezeichnet werden.

### Ventrizide Kapselfrucht
Befinden sich die Öffnungslinien an der Bauchseite der einzelnen Fruchtblätter, spricht man von einer bauchspaltigen oder ventriziden (ventricidal) Kapselfrucht. Dies kann nur bei apokarpen Gynoeceum aus nicht verwachsenen Fruchtblättern entstehen, da die Bauchseite der Fruchtblätter durch die Verwachsung verloren geht. Ein vollständig coenocarpes Gynoeceum kann keine ventriziden Kapselfrüchte bilden, ein nur teilweise apokarp verwachsenes Gynoeceum nur entsprechend in diesem Anteil. Dieser kann, wie bei der Gemeinen Pimpernuss, nur kurz sein oder, wie beim Diptam, den basal, fertilen, coenokarpen Anteil an Größe übertreffen.
Die Sammelbalgfrucht ist oft sehr ähnlich.

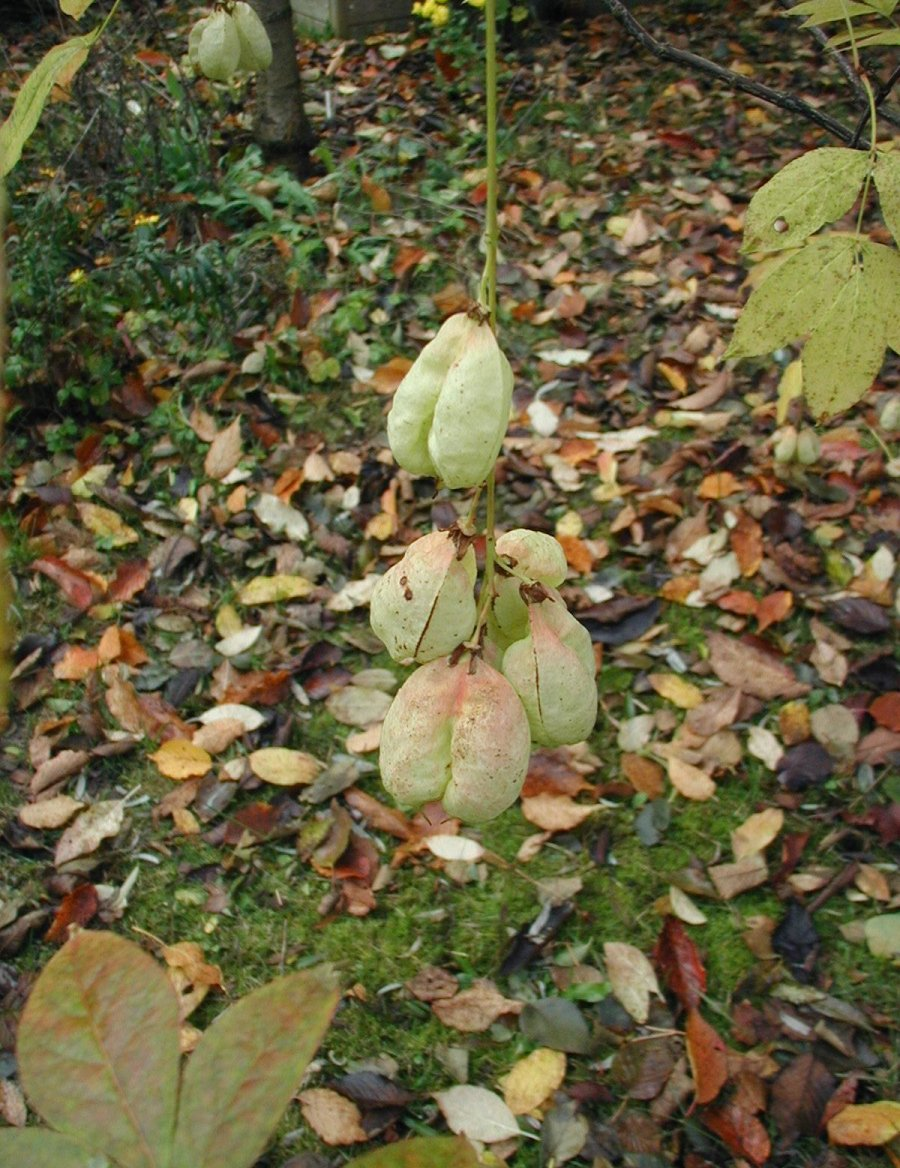
Aufgeblasene Kapselfrucht der Pimpernuss mit kurzem, nicht verwachsenem Teil (unten)
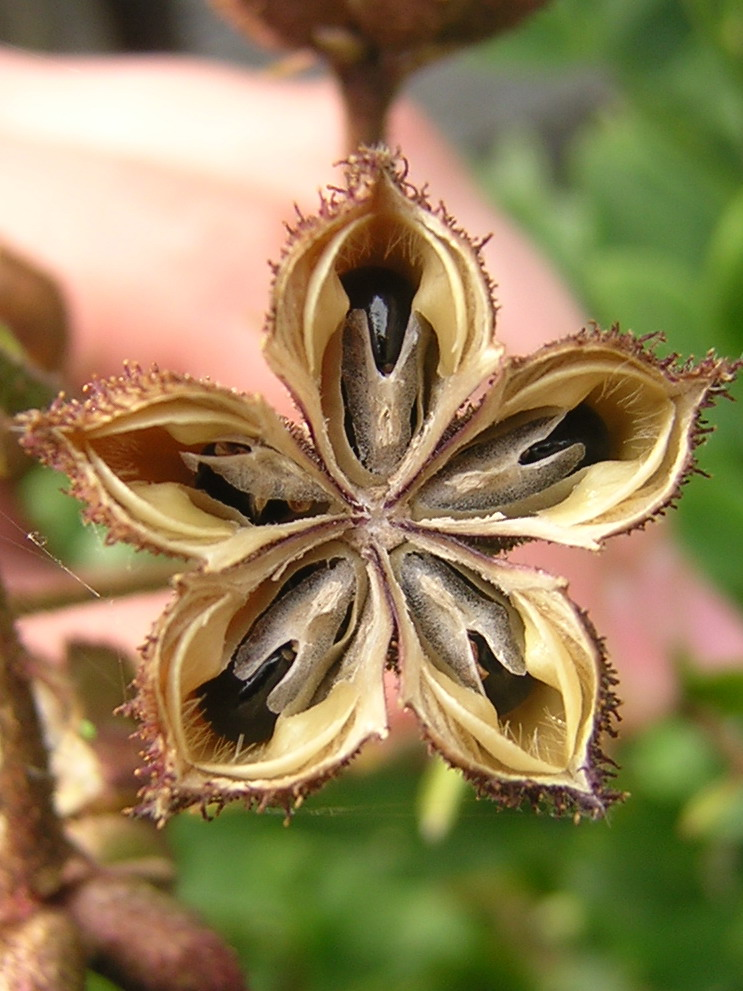
Reife Kapselfrucht des Diptam

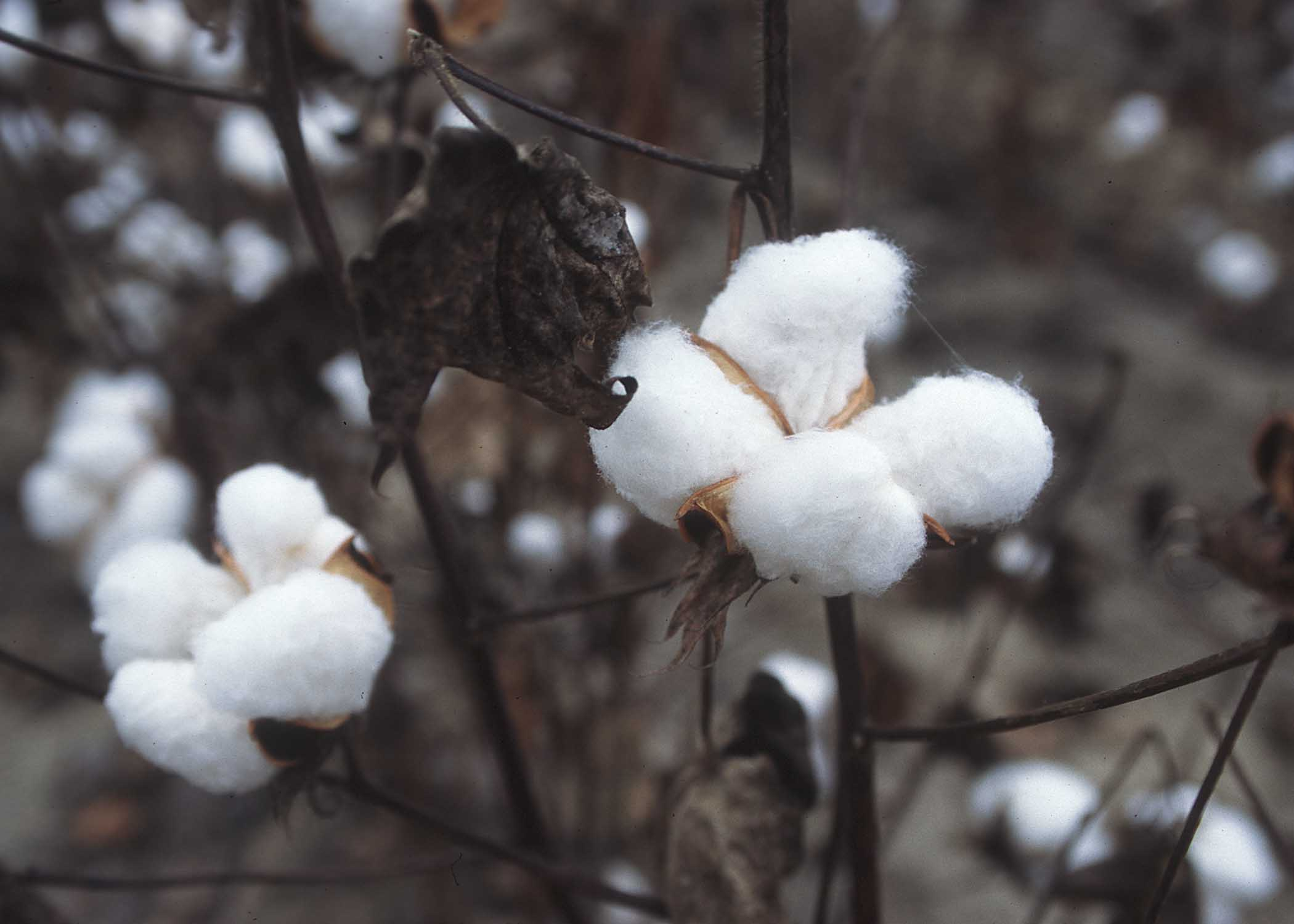
Lokulizide Kapselfrüchte von Baumwolle

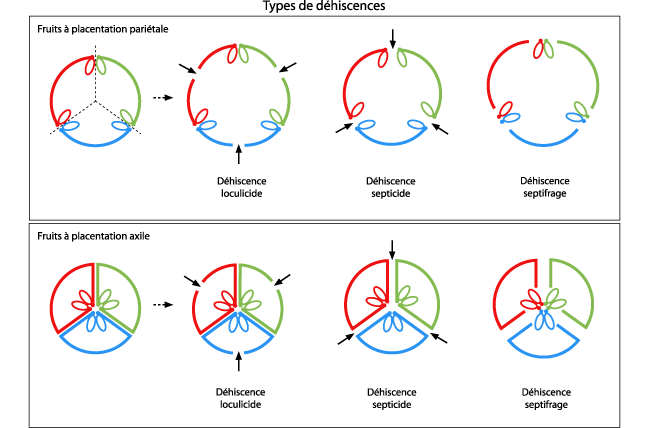
Verschiedene Kapselöffnungstypen

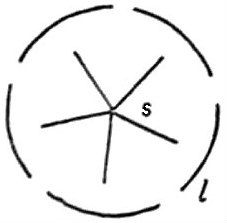
Lokulizid-septifrage

### Lokulizide Kapselfrucht
Platzen bei Reife die außengelegenen Mittelrippen jedes einzelnen Fruchtblattes auf, spricht man von einer rückenspaltigen oder dorsiziden (dorsicidal) Kapselfrucht. Damit öffnen sich die samentragenden Fächer, genannt Loculamente oder Loculi eines jeden Fruchtblattes einzeln. Hieraus resultiert der gebräuchlichere Begriff fachspaltige oder lokulizide (loculicidal) Kapselfrucht. Lokulizide Kapselfrüchte treten bei Schwertlilien, Narzissen und Nachtkerzen auf. Auch sehr viele Liliengewächse wie beispielsweise Tulpen, Zwiebeln, Lilien und Traubenhyazinthen haben solche Spaltkapseln. Die bekannteste lokulizide Kapselfrucht ist die der Baumwolle. Aus der Kapselfrucht der Baumwolle quellen bei der Öffnung viele einzellige Samenhaare.

### Septizide Kapselfrucht
Reißt die Kapselfrucht entlang der Verwachsungsnähte und/oder an den Scheidewänden (Septen) der Fruchtblätter in Längsrichtung auf, so liegt eine scheidewandspaltige oder septizide (septicidal) Kapselfrucht vor. Ein coenokarpes Gynoeceum kann die Samen nur dann freigeben, wenn ein kleiner parakarper Anteil vorhanden ist, da sich sonst keine klaffende Öffnung ergibt. Septizide Kapselfrüchte kommen beim Johanniskraut, bei den Alpenrosen oder Orchideen vor.
Möglich sind auch septizid-ventrizide Kapselfrüchte die an den Septen und den Ventralseiten öffnen (Altingiaceae). Und auch septizid-lokulizide Kapselfrüchte sind möglich z. B. bei der Cassava und Wightia. Solche durch zwei verschiedene Arten öffnende Kapselfrüchte werden auch als bicidal bezeichnet. Möglich ist auch eine triciale Öffnung wie bei den Euphorbien, septizid-lokulizid-septifrage.

### Septifrage Kapsel
Zusätzlich zu den Dehiszenzlinien längs der Fruchtblätter können Querbrüche an den Septen auftreten, wo sich die Valven ablösen, abbrechen. Es bilden sich scheidewandbrüchige oder septifrage Kapselfrüchte (septifragal, valvular). Diese Form der Dehiszenz tritt jedoch nur in Kombination mit einer Septizidie oder einer Lokulizidie auf. Septizid-septifrage (marginicidal) Kapselfrüchte sind bei den Paullinia, Calluna und Rhododendron zu finden, lokulizid-septifrage Kapselfrüchte bei Epilobium und Datura.

### Sonderformen
Spezielle Form bilden die foraminizidalen, dentizidalen und fissurizidalen Kapselfrüchte einiger Arten. Die fissurizidalen Kapselfrüchte öffnen sich irregulär durch einen oder mehrere parallele Schlitz, oder regulär entlang von Rissen zwischen der Spitze und der Basis, wie bei den Orchideen. Bei dentizidalen Kapselfrüchten öffnen sich an der Spitze mehrere schmale, ringförmig angeordnete Zähne (Zähnchenkapseln), wie bei den Nelkengewächsen. Foraminizidale Kapselfrüchte öffnen sich durch mehrere Risse oder Schlitze in verschiedene Richtungen irregulär bzw. anormal (anomalicidal, aufreißend) z. B. bei Genlisea und Cuscuta. Diese Sonderformen werden von einigen Autoren geführt. Ferner gibt es noch durch sich ausdehnende, sich vergrößernde Samen aufbrechende Kapselfrüchte die abzugrenzen sind (Glandispermidium) (Ophiopogon).
Unterschieden werden kann auch eine apikale (acrocidal) oder basale (basicidal) Öffnung einer Kapselfrucht wie bei Aristolochia.

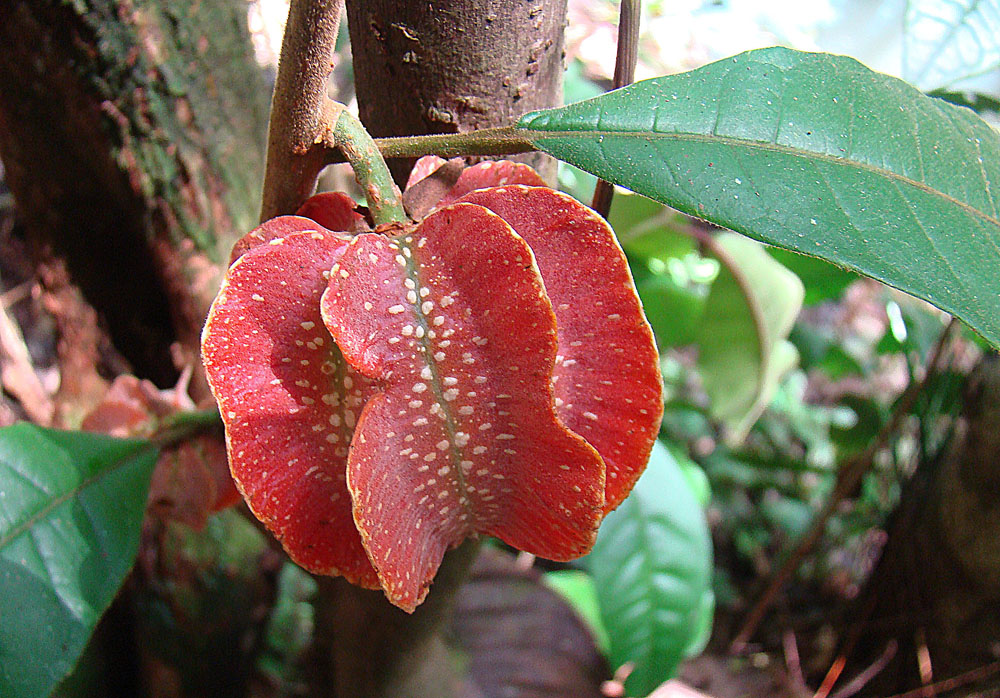
„Flügelkapsel“ von Carpotroche platyptera mit vielen Flügeln

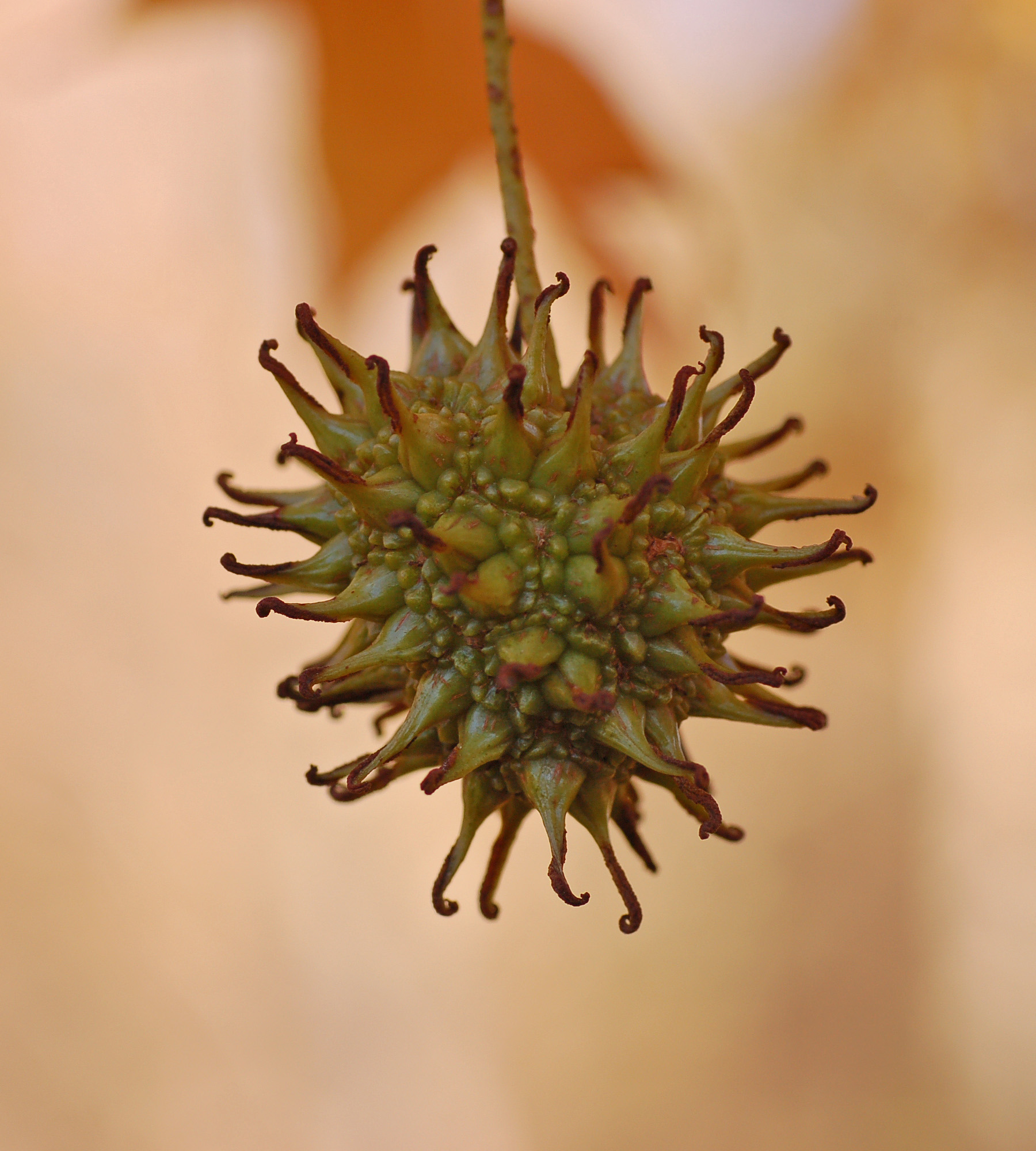
Kapselfruchtverband bei Liquidambar styraciflua

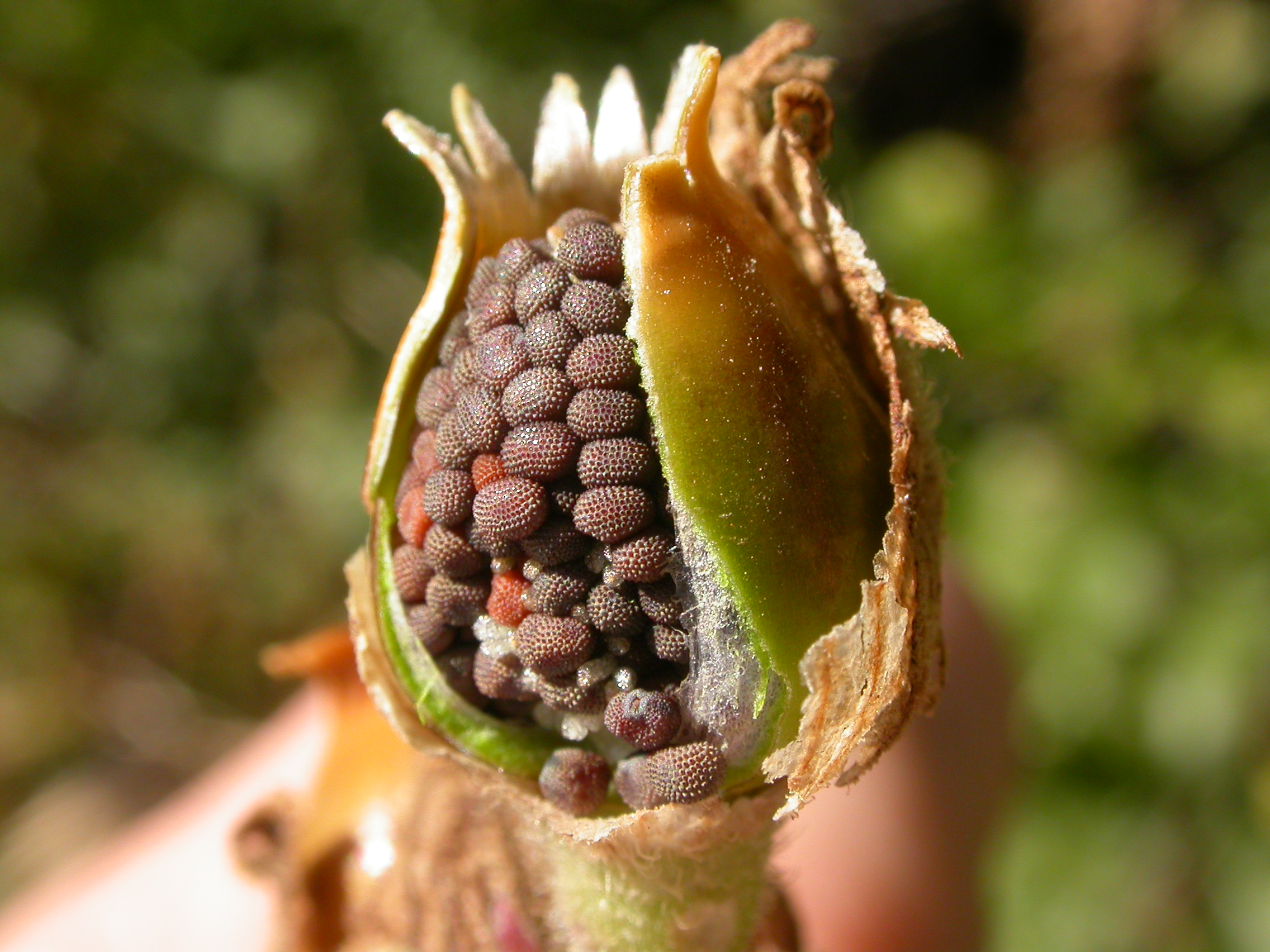
Dentizidale bzw. apikale Kapselfrucht der Weißen Lichtnelke
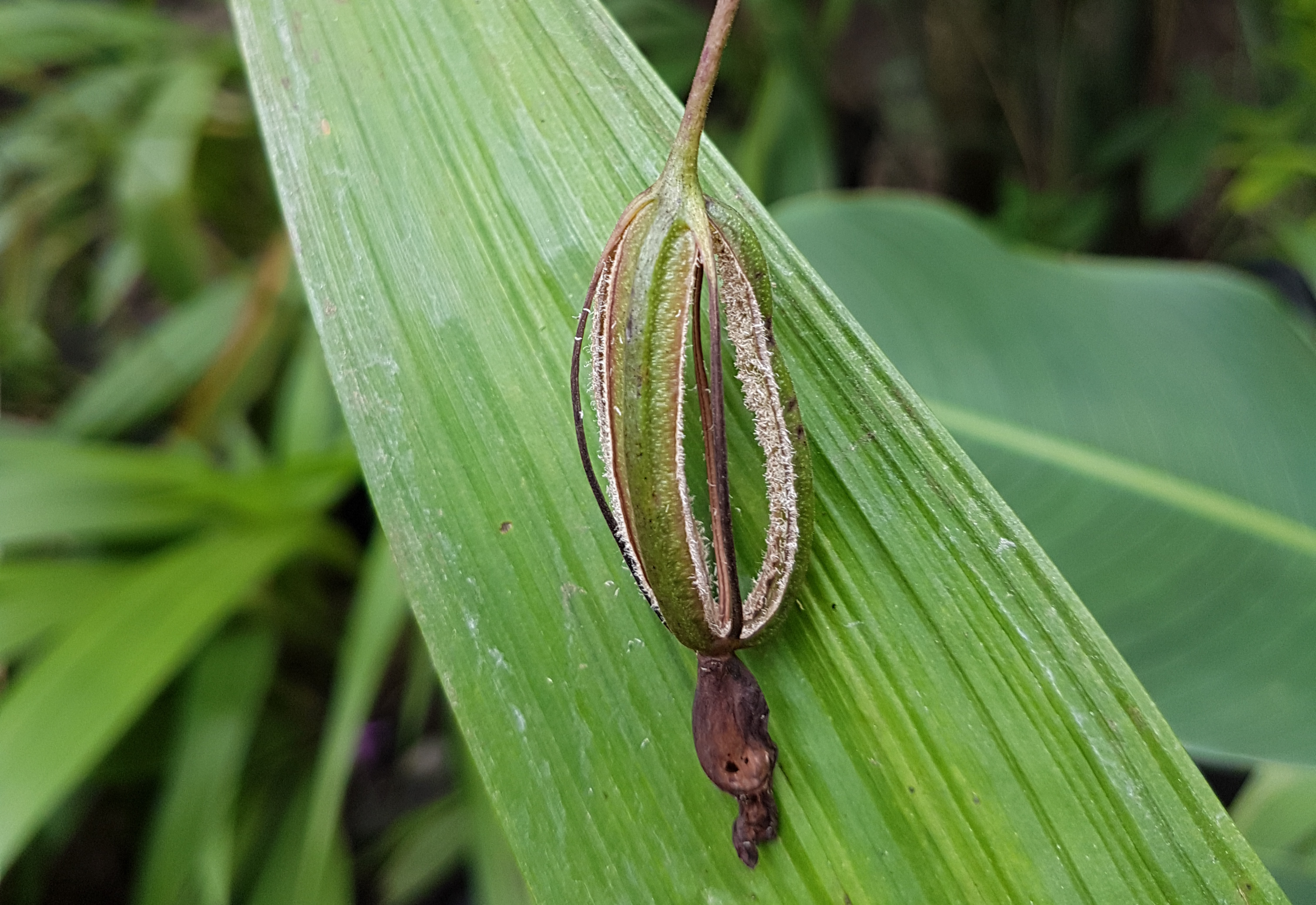
Fissurizidale Kapselfrucht von Spathoglottis plicata  (Orchidaceae)

Eine Sonderform bildet auch das „Coccum“, es bildet sich aus nur einem Fruchtblatt und öffnet sich entlang von zwei Nähten, es steht zwischen einer öffnenden Steinfrucht oder einer Kapsel- und einer Hülsenfrucht. Auch weil der Begriff Hülsenfrucht für die Früchte der Hülsenfrüchtler steht, ist eine Abgrenzung nötig. Es kommt z. B. bei dem Muskatnussgewächsen und bei den Silberbaumgewächsen vor.
Manche Kapselfrüchte öffnen sich explosiv ballochor mit einem lauten Knall wie bei den Wolfsmilchgewächsen, z. B. beim Kautschukbaum, aber auch in anderen Familien und Gattungen wie beim Diptam.
Spezielle Kapselfrüchte, die mit dem Kelch oder Perigon unterständig verwachsen sind, wie bei den Gattungen Schwertlilien, Leptospermum und den Glockenblumen u. a. werden auch manchmal als „Diplotegia“ bezeichnet.
Es gibt Kapselfrüchte, die sich nicht oder selten öffnen und erst durch das Aufkauen, -beißen von Tieren oder durch „zu Boden fallen“ geöffnet werden (einige Gardenia-, Alphitonia-, Merciera- und Adansonia-Arten u. a.).
Möglich sind auch „Flügelkapseln“, hier sind die Kapselfrüchte geflügelt.
Auch sind Kapselfruchtverbände (Capsiconum) möglich, wie bei den Gattungen Liquidambar und Anemopsis sowie einigen anderen.
Andere kapselförmige Strukturen, welche die Samen, Früchte einschließen, sind abzugrenzen. Sie werden aus Vor-, Deck- und Kelchblättern oder anderem gebildet, wie bei den Helmkräutern, Physalis, Carex oder Allocasuarina und bei Flügelfrüchten oder -kapseln, sowie bei Beerenzapfen. Bei den Eukalypten wird die Kapselfrucht vom mit dem Blütenboden verwachsenen Fruchtknoten gebildet, sie zählt darum zu den Deckel- oder auch zu den Zähnchenkapseln.